# Dina Boluarte
Dina Ercilia Boluarte Zegarra (n. 31 mai 1962, Chalhuanca⁠(d), Apurímac, Peru) este din 2022 președinta republicii Peru.